# Marie Louise de La Tour d’Auvergne

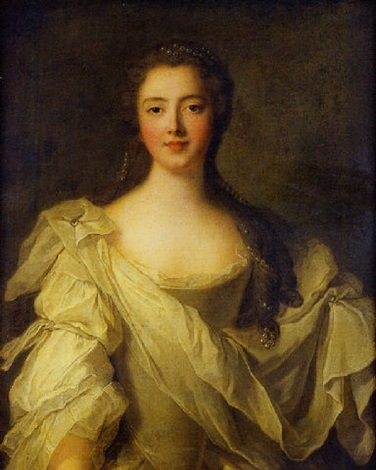
Marie Louise de La Tour d’Auvergne

Marie Louise Henriette Jeanne de La Tour d’Auvergne (* 15. August 1725 im Hotel de Bouillon in Paris; † September 1781 in Paris), bekannter als Madame de Guéméné, war ein Mitglied des französischen Adelsgeschlechtes der La Tour d’Auvergnes sowie durch Heirat Prinzessin von Guéméné.

## Herkunft
Marie Louise de La Tour d’Auvergne war das erste Kind von Charles Godefroi de La Tour d’Auvergne (1706–1771), Herzog von Bouillon, und seiner Ehefrau Maria Karolina Sobieska (1697–1740), als Tochter von Jakob Louis Heinrich Sobieski Enkelin des polnischen Königs Jan III. Sobieski und ältere Schwester von Maria Clementina Sobieska, spätere Ehefrau des schottischen Thronprätendenten Edward James Stuart. Ihr jüngerer Bruder Godefroi Charles Henri (* 26. Januar 1728; † 3. Dezember 1792) folgte dem verstorbenen Vater 1771 als Herzog von Bouillon nach.

## Leben
Als Urenkelin des polnischen Königs Sobieski war sie eine außergewöhnlich begehrte und reiche Erbin, sogar König Ludwig XV. von Frankreich nahm Einfluss bei ihrer Verheiratung. Die junge Mademoiselle d’Auvergne war zunächst als Braut für Honoré III. von Monaco vorgeschlagen. Obwohl dieser Eheplan bereits am 26. Januar 1741 öffentlich verkündigt wurde, kam die  Ehe nie zustande. Schließlich heiratete sie mit 17 Jahren am 19. Februar 1743 in Paris den Fürsten Jules Hercule Mériadec de Rohan, prince de Guéméné (1726–1800), einen Sohn von Hercule Mériadec de Rohan (1688–1757) und der Louise Gabrielle Julie de Rohan (1704–1741), seit 1757 Fürst von Guéméné und Herzog von Montbazon. Dieser Verbindung entstammte Prinz Henri Louis Marie von Rohan, der spätere 9. Prinz von Rohan-Guéméné.
Über ihre Mutter war Marie Louise auch mit der Kaiserin und Kurfürstin von Sachsen verwandt. Ihre Tante Anne Marie Louise de la Tour d’Auvergne hatte schon vor ihr in das Haus Rohan eingeheiratet, das am Hof von Versailles residierte. Im November 1746 überstand Marie Louise die Pocken, die damals oft tödlich endeten. Während ihrer Rekonvaleszenz erhielt ihre Familie ein Referenzschreiben von ihrem ersten Cousin, Charles Edward Stuart (1720–1788), auch bekannt als The Young Pretender von Schottland. In Louises höheren Kreisen war Ehebruch damals weitgehend akzeptiert, er hatte aber diskret zu geschehen. Ihre Schwiegermutter beaufsichtigte sie aber streng, weil ihr Mann bei der französischen Armee in Holland stand und ihre Tugend bewahrt werden musste. Im August 1747 verliebte sich der am Hof erscheinende junge schottische Thronanwärter leidenschaftlich in seine Cousine Maria Louise, welche die Gefühle heftig erwiderte. Die Affäre nahm ihren Lauf, Louise und Charles trafen zu geheimen Mitternachtsfahrten zusammen; die Schwiegermutter alarmierte einmal sogar die Pariser Polizei, als die Treffen auch weiterhin erfolgten.
Nach einer Weile wurde Louise schwanger und versuchte, mit ihrem zurückgekehrten Ehemann zu schlafen, um ihn glauben zu machen, er selbst sei der Vater des zu erwartenden Kindes. Im Januar 1748 musste Louise, vom eigenen Vater und ihrer Schwiegermutter gedrängt, einen Abschiedsbrief schreiben, um ihre Affäre zu beenden. Trotzdem durfte Charles Edward weiterhin ihre Familie offiziell besuchen, um den umgehenden Klatsch einzudämmen. In ihrer Verzweiflung drohte Maria Louise mit Selbstmord, wenn sie Charles nicht wiedersehen könne. Einige Monate später folgte ein neues abendliches Treffen, in dem Charles Edward bereits seine Liebe zu einer neuen Herzensdame, Clementina Walkinshaw, eingestand.
Am 28. Juli 1748 gebar Marie Louise einen Sohn, der auf Charles Godefroi Sophie Jules Marie de Rohan getauft wurde. Es war die Schwiegermutter, die den in Rom amtierenden Vater des Prätendenten über die Geburt eines Enkels unterrichtete. Trotz der damaligen Anerkennung dieses Kindes als Mitglied der Familie Rohan bemerken mehrere genealogische Bücher, dass die Rohans dieses Kind später nicht mehr erwähnen. Charles Godefroi starb fünf Monate später, im Dezember 1748 oder erst am 18. Januar 1749.
Louise lebte noch dreiunddreißig Jahre und wurde ihrem Gatten anscheinend nie wieder untreu. Zu allem Anschein wurde sie auch eine gute Ehefrau und Mutter. Sie hatte gelegentlich Auftritte am Hof zu Versailles, im Alter wurde sie zunehmend religiös und widmete ihre Zeit der Nächstenliebe. Als sie verstarb, wurde sie zusammen mit ihrem zweiten Kind im Kloster des Feuillants beigesetzt. Anders als vielfach angenommen, starb sie nicht 1793 durch die Guillotine, sondern im September 1781, wie einer Todesanzeige im Journal de Paris entnommen werden kann.